# Verdrag van Tianjin

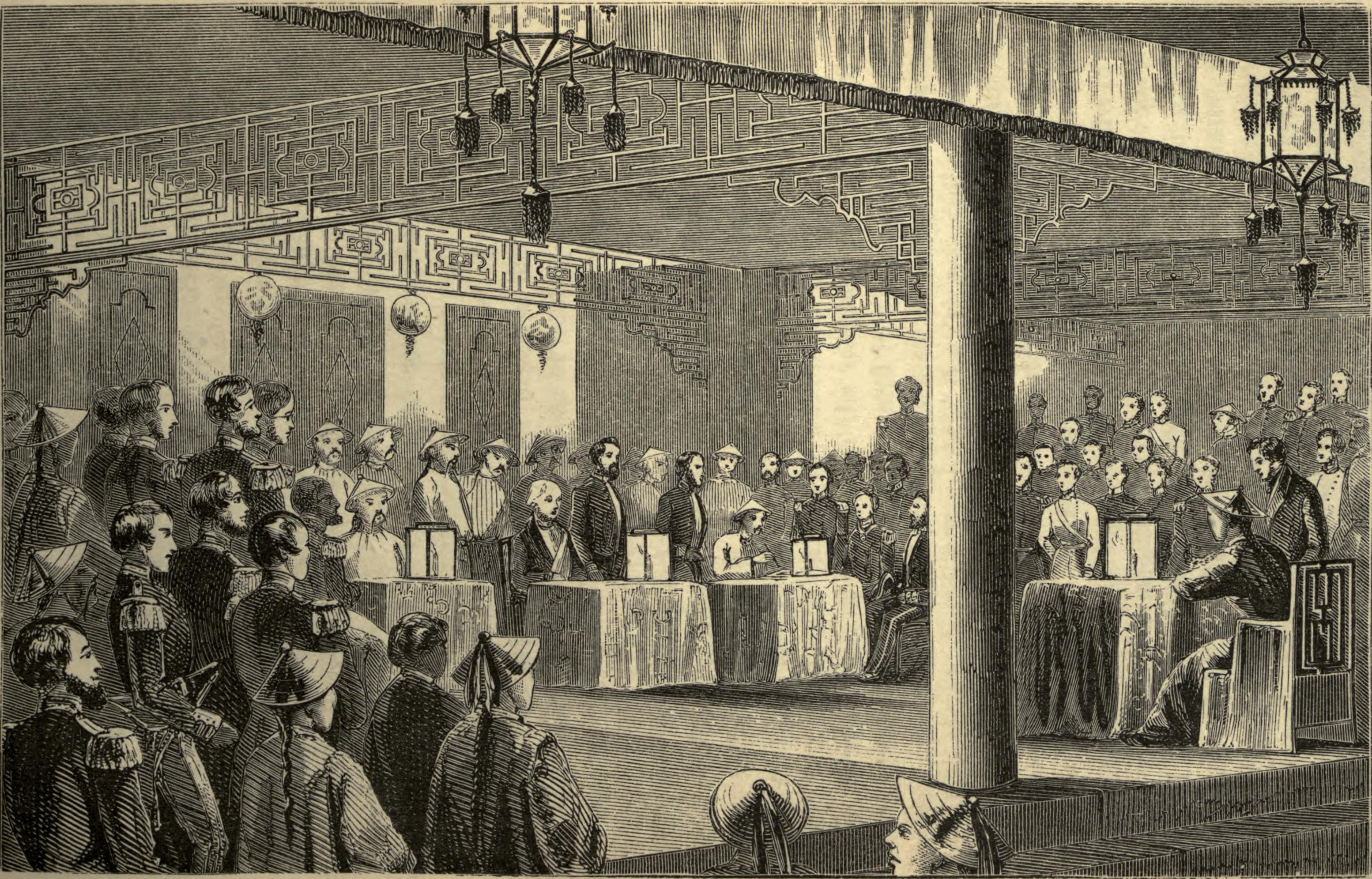
Ondertekening van het verdrag

Het Verdrag van Tianjin van 1858 eindigde het eerste deel van de Tweede Opiumoorlog (1856-1860). Bij het verdrag waren Groot-Brittannië, Frankrijk, de Verenigde Staten, Rusland en China betrokken.

## Achtergrond
Britse handelaren en diplomaten waren na 1850 ontevreden over met name de commerciële resultaten van het Verdrag van Nanking van 1842, dat de Eerste Opiumoorlog had beëindigd. Bij dat verdrag waren de havens van Kanton, Xiamen, Ningbo, Shanghai en Fuzhou opengesteld voor handel met het buitenland. Verzet van lokale autoriteiten verhinderde echter nog steeds de mogelijkheid van handel kunnen drijven met het achterland van die havens en het binnenland van China. De Britten waren van opvatting, dat vooral het kunnen aangaan van volwaardige diplomatieke relaties met China en dus het kunnen vestigen van permanente buitenlandse legaties in Peking het belangrijkste instrument zou zijn om de handel uit breiden.
Met name in het gebied rondom Kanton heerst grote sociale onrust. Het had voor een deel te maken met het verschuiven van een deel van de handel naar Shanghai. De provinciale gouverneur moest ook alle hulpbronnen van de stad aanwenden om de troepen van Hong Xiuquan, de leider van de Taipingopstand buiten de regio te houden. De nog steeds illegale opiumhandel concentreerde zich ook in deze regio. Er was een sterke anti-buitenlandse stemming. Na het aantreden van de keizer Xianfeng (regeerperiode: 1850-1861) was er ook aan het hof in Peking een dergelijke stemming.
In die sfeer vond in 1856 een incident plaats rond het schip The Arrow. Het schip was door de Chinese autoriteiten in Kanton opgebracht wegens piraterij en smokkel. Hoewel die autoriteiten geheel in hun recht stonden, besloten de Britten hier een casus belli van te maken, een aanleiding om een oorlog te voeren. Opium was vitaal geworden in de Britse handel op China en in de economie van India. Ondanks de overwinning in de Eerste Opiumoorlog was Groot-Brittannië er niet in geslaagd om het Chinese formele verbod op de invoer van opium opgeheven te krijgen.
In 1858 braken Britse troepen een blokkade bij Dagu. Een Brits-Franse vloot nam korte tijd later Tianjin in, het commerciële centrum van het noordoosten van China en op ongeveer 150 kilometer van Peking. Dat leidde tot onderhandelingen tussen partijen en het verdrag van Tianjin.

## Belangrijkste punten van het verdrag
- Groot-Brittannië, Frankrijk, de Verenigde Staten en Rusland kregen permanent aanwezige legaties in Peking.
- Er werden elf nieuwe verdragshavens opengesteld.
- De Jangtsekiang werd opengesteld voor buitenlandse schepen tot aan Hankou.
- China moest aanzienlijke schadevergoedingen betalen aan Groot-Brittannië, Frankrijk en Britse handelaren.
- Buitenlanders kregen het recht om, mits voorzien van reisvergunningen, in het binnenland te reizen (artikel IX). Dit punt was van wezenlijk belang voor de uitbreiding van zowel de missie in China als de zending in China.
- De religieuze vrijheid van christenen in China werd bevestigd.
- De opiumhandel werd gelegaliseerd.

Een consequentie van het verdrag was, dat buitenlandse naties in de verdragshavens concessiegebieden verkregen die zij feitelijk naar eigen inzicht konden besturen.
Met Rusland werd eveneens in 1858 het verdrag van Aigun gesloten. Rusland kreeg het gebied ten oosten van de rivier de Amoer dat nu globaal de kraj Amoer en de kraj Primorje is.
De bereidheid tot implementatie van deze maatregelen was van de zijde van het keizerlijk hof in Peking afwezig. Het gevolg was, dat de Britten en Fransen twee jaar later Peking bezetten. De keizer en het grootste deel van het hof vluchtten naar Rehe ten noorden van de Grote Muur. Prins Gong, een halfbroer van de keizer, voerde de nieuwe onderhandelingen met de Britten en Fransen die zouden leiden tot de Conventie van Peking van 1860.